# گذر مروارید (بحرین)
گذر مروارید (انگلیسی: Bahrain Pearling Trail) یک منطقه صید صدف در بحرین بوده است که اکنون جزء میراث جهانی یونسکو می‌باشد.